# Comuna Koniuhiv, Strîi
Koniuhiv (în ucraineană Конюхів) este o comună în raionul Strîi, regiunea Liov, Ucraina, formată din satele Kolodnîțea și Koniuhiv (reședința).

## Demografie
Componența lingvistică a comunei Koniuhiv
     Ucraineană (99,21%)
     Alte limbi (0,79%)
Conform recensământului din 2001, majoritatea populației comunei Koniuhiv era vorbitoare de ucraineană (99,21%), existând în minoritate și vorbitori de alte limbi.